# Botaş SK
Botaş Spor Kulübü (of simpelweg Botaş SK) is een professioneel Turks damesbasketbalteam uit Adana. De club is actief in de hoogste damesbasketbaldivisie van Turkije, de Türkiye Bayanlar Basketbol Ligi. De thuiswedstrijden van het rood-witte team worden gespeeld in de Menderes Spor Salonu.
BOTAŞ, afkorting van Boru Hatlari ile Petrol Taşıma A.Ş., is een Turkse onderneming die zich bezighoudt met het vervoeren van aardolie en het produceren van buizen. In 1984 werd besloten een sportclub op te richten voor kinderen van werknemers binnen het bedrijf. De basketbalsters deden het snel goed in regionale competities. In 1989 promoveerden de dames van Botaş SK naar de hoogste damesbasketbaldivisie van Turkije.
Botaş SK deed het na twee seizoenen in de Türkiye Bayanlar Basketbol Ligi al heel goed. De club eindigde aan het einde van bijna alle seizoenen in de top 4. In 2001 en 2003 werd de ploeg zelfs landskampioen en in 2003 won men daarnaast ook nog de Presidentsbeker.